# Exciton

Frenkel exciton, cặp ràng buộc electron-lỗ trống, nơi lỗ trống được trú trong tinh thể, tại một vị trí, biểu thị bằng các chấm đen

Wannier–Mott exciton, cặp ràng buộc electron-lỗ trống, không có trú tại một vị trí tinh thể nào cả. Hình sơ đồ này thể hiện sự khuếch tán của exciton qua mạng tinh thể.

Exciton là một trạng thái ràng buộc của một electron và một lỗ trống electron, hấp dẫn lẫn nhau bởi lực tĩnh điện Coulomb. Trạng thái này là một loại giả hạt, hay hạt quasi (quasiparticle), trung điện tính, và có sẵn trong các chất cách điện, chất bán dẫn, và một số chất lỏng. Exciton được coi là một kích thích sơ cấp của vật chất ngưng tụ, có thể vận chuyển được năng lượng mà không nhất thiết vận chuyển điện tích.